# Jean-Pierre Stirbois
Jean-Pierre Stirbois (ur. 30 stycznia 1945 w Paryżu, zm. 16 listopada 1988 w Jouars-Pontchartrain) – francuski polityk i przedsiębiorca, od 1984 do 1986 poseł do Parlamentu Europejskiego II kadencji, deputowany krajowy.

## Życiorys
Pochodził z rodziny robotniczej, jego matka była Żydówką aszkenazyjską. Kształcił się w École des cadres et du commerce w ramach Université Paris-Panthéon-Assas. Pracował jako przedstawiciel handlowy, następnie w 1975 został wraz z żoną właścicielem drukarni. Opublikował trzy książki. W 1971 skazany na rok pozbawienia wolności w zawieszeniu w związku z odkryciem w jego piwnicy materiałów wybuchowych.
W wieku 19 lat zaangażował się w działalność polityczną. Pod koniec lat 60. był sekretarzem generalnym Mouvement jeune révolution, organizacji młodzieżowej powiązanej z Organizacją Tajnej Armii. W 1975 został jednym z założycieli Ruchu Solidarystycznego kierowanego przez Michela Collinota, razem z tą partią w 1977 przystąpił do Frontu Narodowego. W latach 1981–1988 pełnił funkcję sekretarza generalnego FN, odpowiadając za rozwój współpracy międzynarodowej oraz pozyskanie nowych wyborców wśród dawnych wyborców lewicy. W 1983 objął stanowisko zastępcy mera Dreux w ramach porozumienia z partiami centroprawicowymi. W 1984 wybrany posłem do Parlamentu Europejskiego, gdzie przystąpił do Europejskiej Prawicy. Z Europarlamentu odszedł w 1986, obejmując mandat w Zgromadzeniu Narodowym, który wykonywał do końca kadencji w maju 1988. W tym samym roku wbrew części swojej partii opowiadał się za poparciem w drugiej turze kandydatury prezydenckiej François Mitterranda.
Był żonaty z Marie-France Stirbois, także polityk FN, z którą miał dwoje dzieci. Zmarł w wypadku samochodowym, został pochowany na Cmentarzu Montparnasse w Paryżu.